# Cserenyey István
Cserenyey István Antal (Nagytapolcsány, 1878. január 7. – Kovarc, 1947. augusztus 16.) esperes, plébános, egyháztörténész.

## Élete
Szülei Cserenyay István és Csulák Mária voltak. Elhalt testvére Lajos Alajos (1880-1884).
A Nyitrai Piarista Gimnáziumban tanult, ahol 1896-ban érettségizett, majd Budapesten végzett teológiát. 1900-ban szentelték pappá Nyitrán. Előbb 1900 augusztusától 1901 októberéig Nagyhelvényben, 1901-től pedig Nyitrán volt káplán, 1902-től hitoktató. 1904-ben a budapesti egyetemen teológiai doktorátust szerzett.
A nyitrai szeminárium prefektusa, 1904-től pedagógia- és katechetika-, 1907-től a kánonjog- és egyháztörténet-tanára. 1917-től Zobordarázs adminisztrátora, 1918-tól Kovarc plébánosa lett. 1922-től esperese. 1926-tól pápai kamarás.
A Nyitrai Gazdasági és Erdész Szövetkezet (Hospodárska a lesnícka jednota v Nitre) járási bizottságának tagja.

## Művei
- 1904 A Magyar szabad királyi városok plébánosválasztási joga; jogtörténeti tanulmány. Hittudori értekezés. Nyitra.
- 1907 Szavazhatnak-e más vallásúak városi plébános választáson? Religio LXVI.
- 1909 A nyitrai püspökség alapításáról. Religio LXVIII.
- 1910 Nyitra püspökei a XVI. században. Religio LXIX.
- 1911 Palugyay Imre püspök és a nyitrai irgalmas nővérek emlékezete. Nyitra.
- 1911 Adatok a nyitra-zobori kamalduliak történetéhez. Religio LXX.
- 1912 Néhány adat a nyitrai püspökség XVII. századából. Religio LXXI.
- 1913 Vázlatok Roskoványi Ágoston nyitrai püspök életéből. Nyitra.
- 1913 Néhány kép a nyitrai püspökség két utolsó századából. Religio LXXII.
- 1933 Pamätihodnosti z dejín nitrianskeho biskupstva od roku 1500. Trnava.
- 1933 Dejiny biskupstva nitrianskeho. Trnava. (tsz. Albert Stránsky)